# Celtis australis
Il bagolaro (Celtis australis L., 1753, chiamato anche buzzarago, romiglia, spaccasassi o albero dei rosari) è una pianta appartenente alla famiglia delle Cannabaceae. La specie è nativa dell'Europa meridionale, Africa del Nord e Asia minore.

## Descrizione

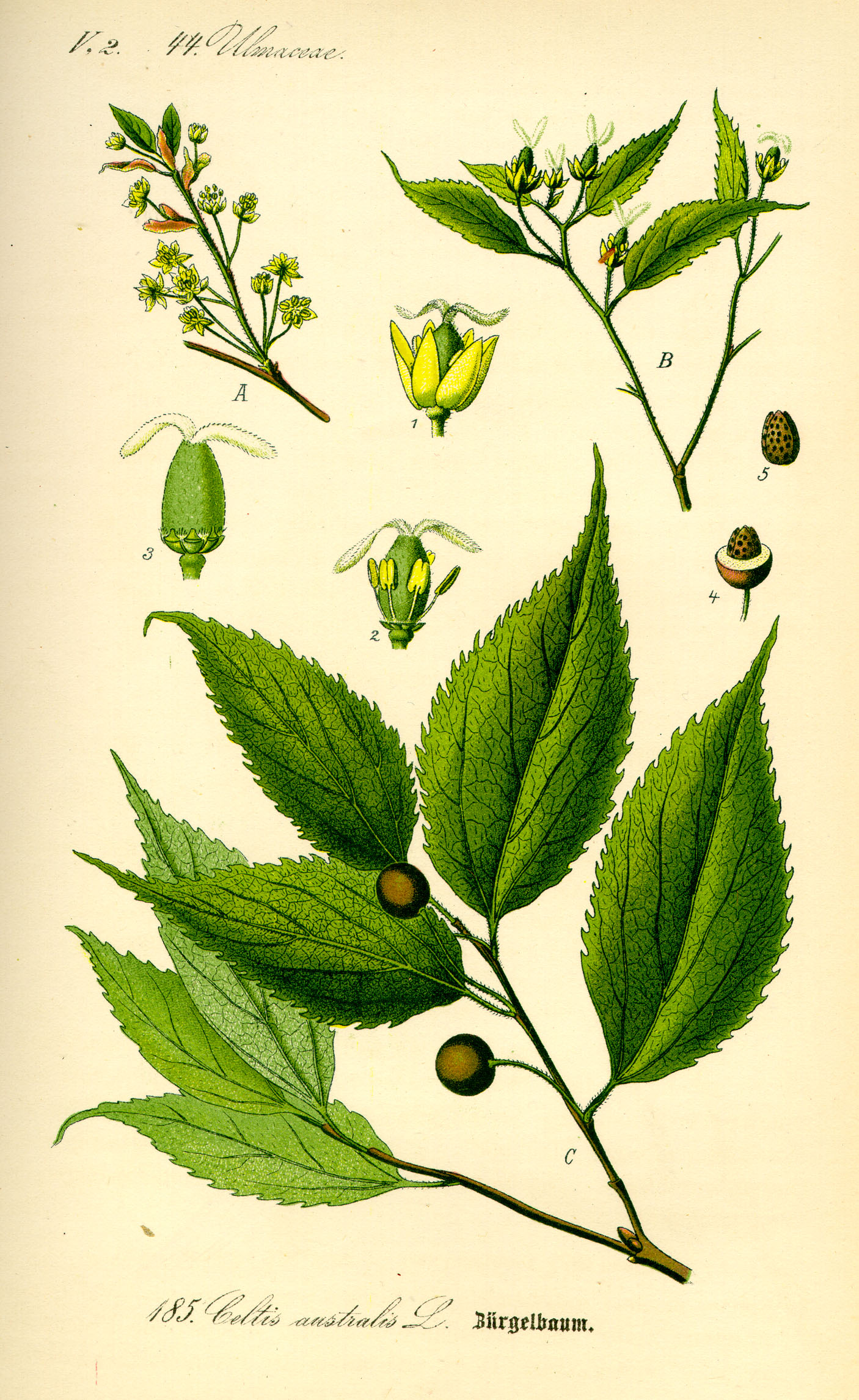
Illustrazione di foglie, fiori e frutti del C. australis. Da Otto Wilhelm Thomé, Flora von Deutschland, Österreich und der Schweiz, 1885.

Il bagolaro viene chiamato anche buzzaraco o buzzarago, buzzaragolo, caccamo, falsarago, fausaracio, fraggiracolo, lodogno, mugniacio, romiglia, o spaccasassi.
È una caducifoglia e latifoglia, un albero alto sino a 20-25 m (altezza media 10-12 m). Il tronco è abbastanza breve, robusto e caratterizzato in età adulta da possenti nervature, con rami primari di notevoli dimensioni, mentre quelli secondari tendono a essere penduli. La chioma è piuttosto densa, espansa, quasi perfettamente tondeggiante.
Ha un legno chiaro, duro, tenace, elastico e di grande durata. Attecchisce facilmente, sviluppando un apparato radicale profondo, e talvolta la sua presenza comporta il deperimento delle specie arboree limitrofe. È un albero a crescita lenta, molto longevo, fino a diventare plurisecolare. Grazie al forte apparato radicale è in grado di sopravvivere anche in terreni carsici e sassosi, asciutti.

### Foglie
Le foglie del bagolaro hanno un picciolo lungo (5-15 mm) e una lamina quasi ellittica o lanceolata (2-6 cm × 5-15 cm). Sono caratterizzate da un apice allungato e da base un po' asimmetrica. La pagina superiore è più scura e ruvida.

### Fiori
I fiori sono ermafroditi e unisessuali (maschili), compaiono con le foglie e sono riuniti in piccoli grappoli; ogni fiore misura 2-3 mm. La fioritura avviene fra aprile e maggio.

### Frutti
I frutti sono drupe subsferiche di 8-12 mm. Dapprima di colore giallo o grigio-verde chiaro, con la maturazione divengono scure. Sono eduli, di sapore dolciastro, ma la polpa è scarsa.

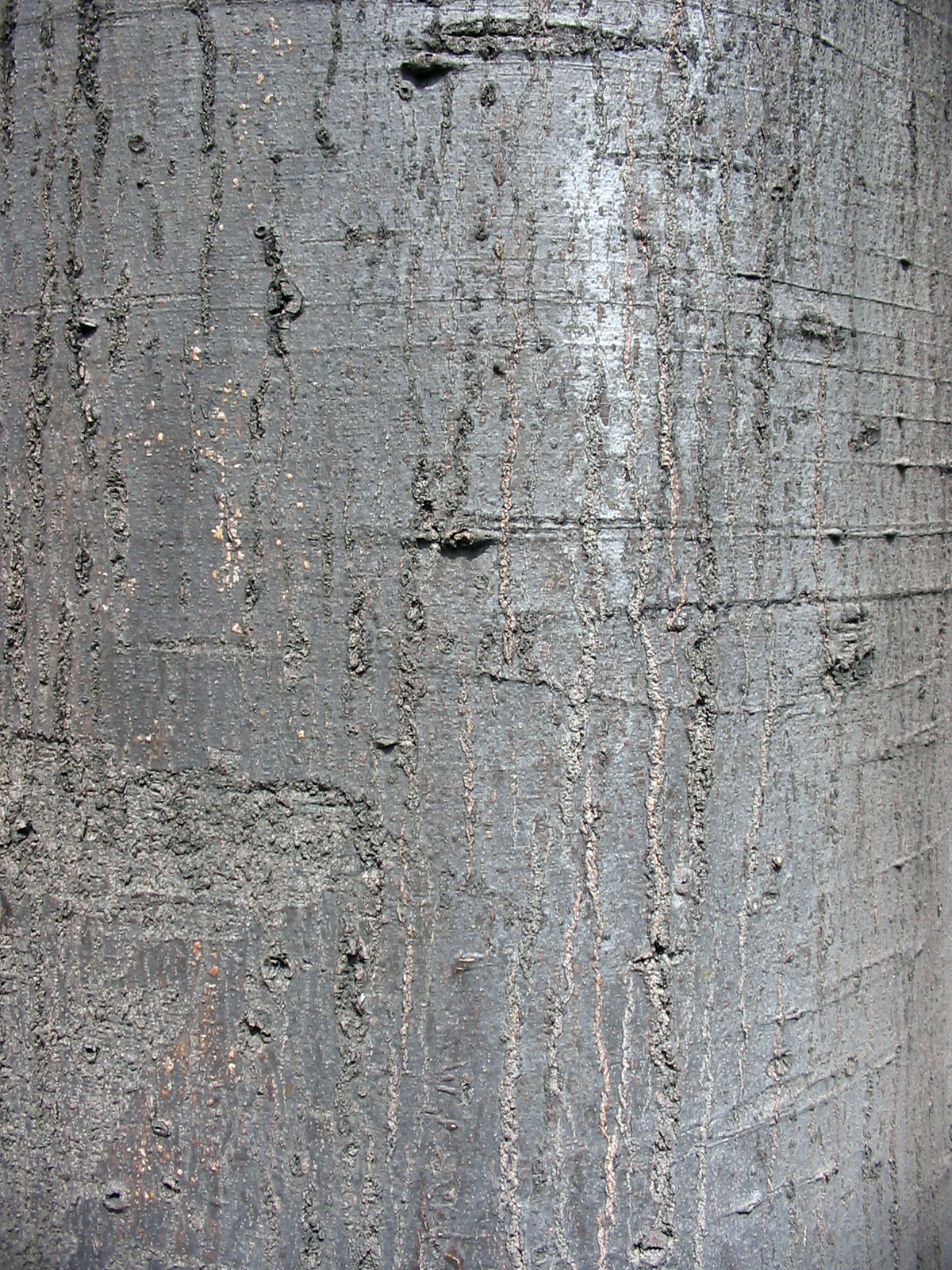
Corteccia
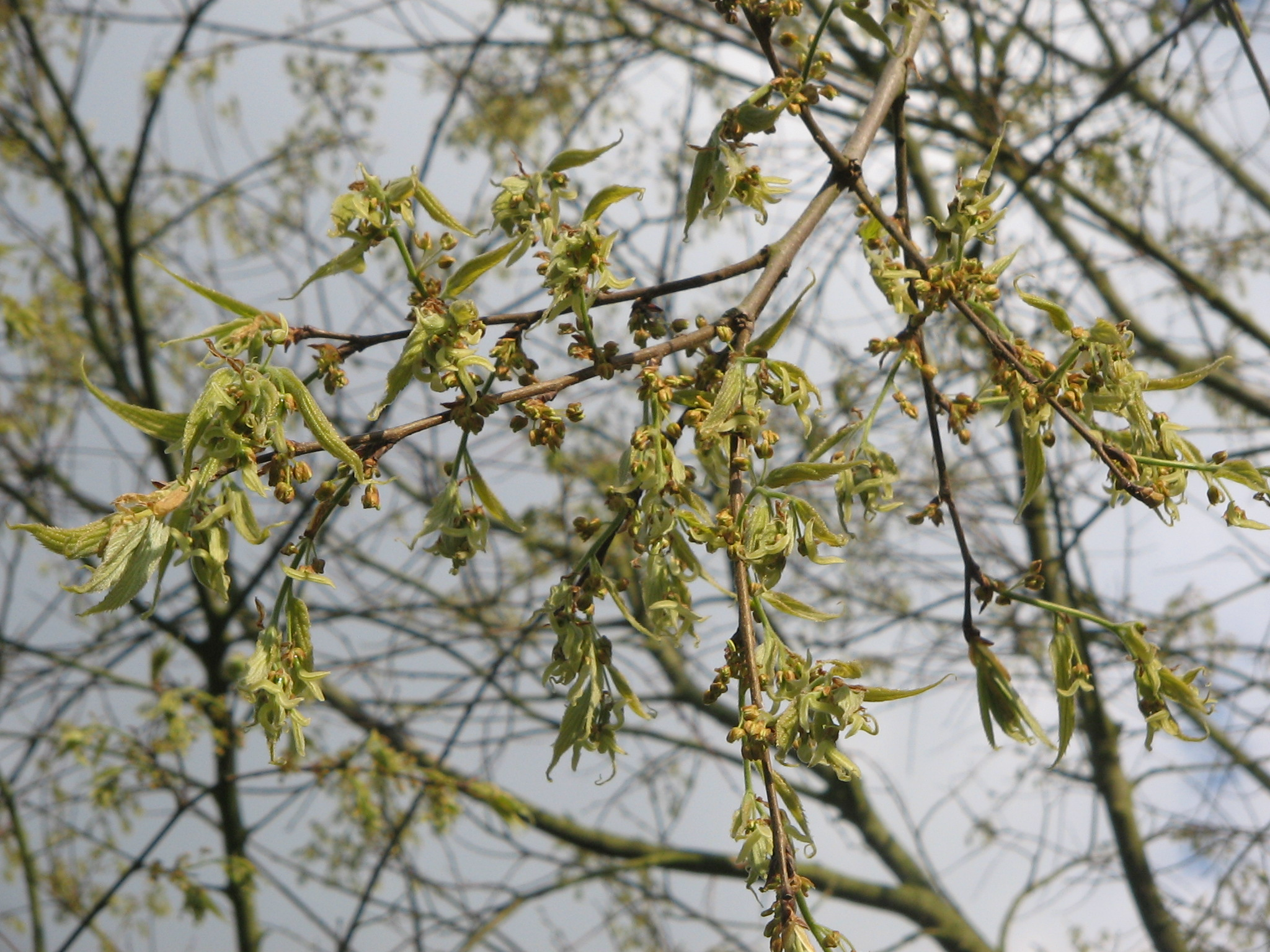
Fioritura
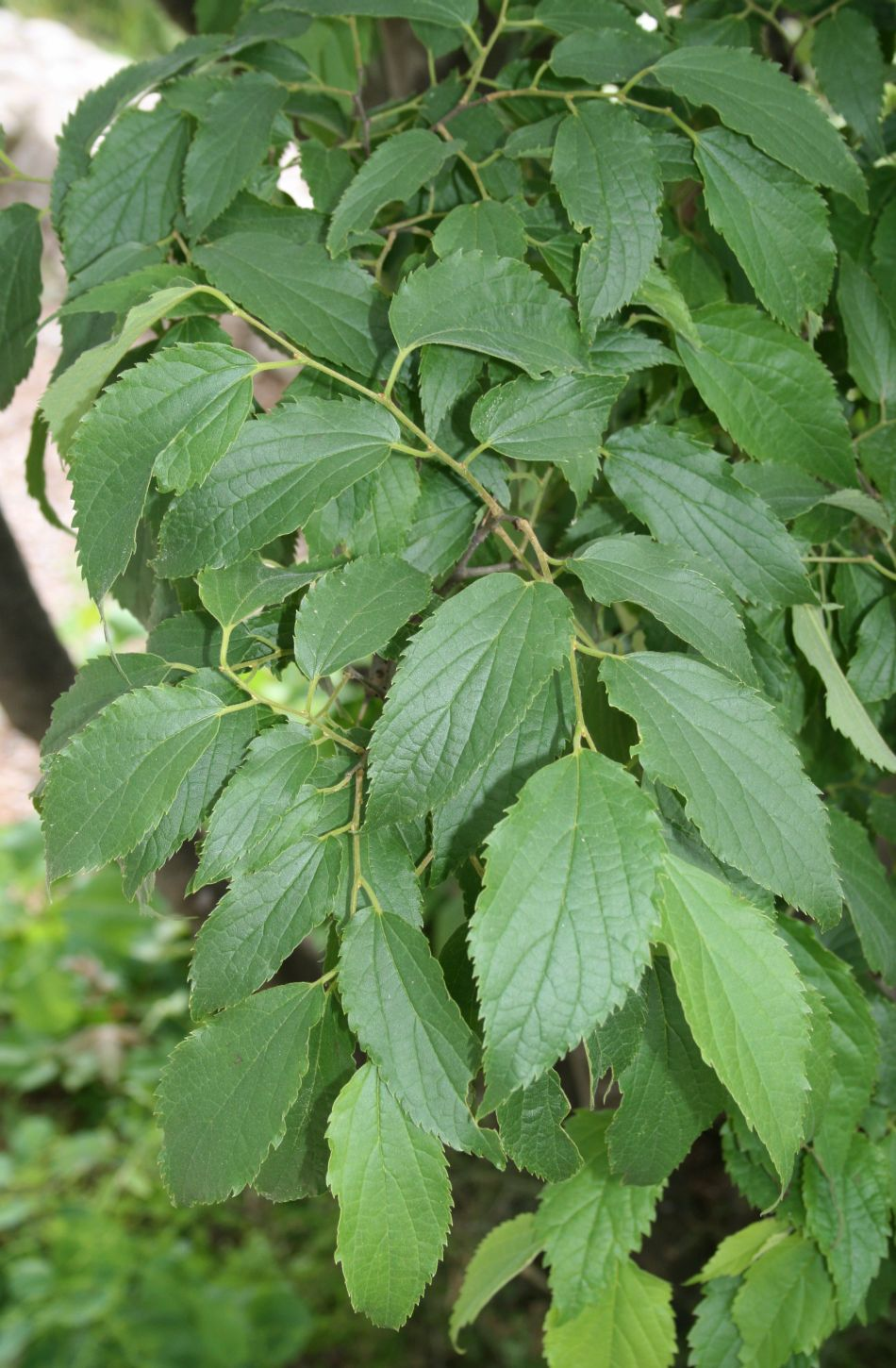
Fogliame
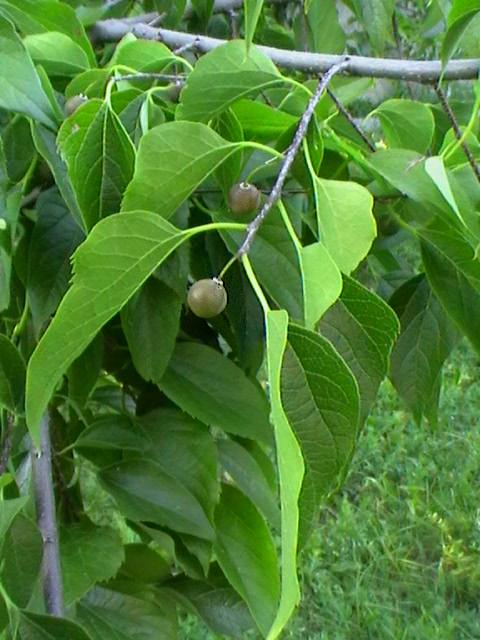
Fogliame e frutti immaturi
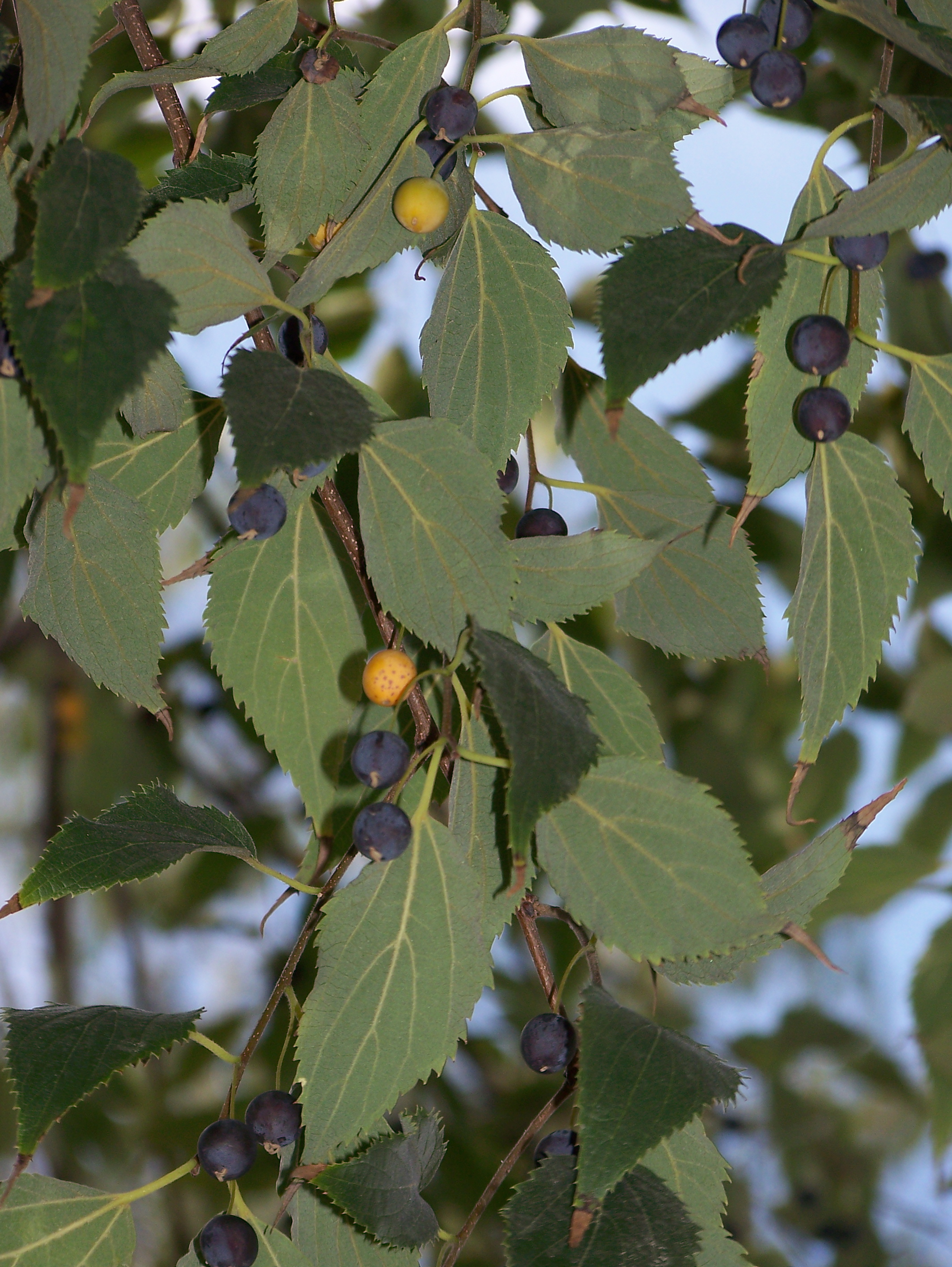
Frutti maturi (scuri) e immaturi (gialli)
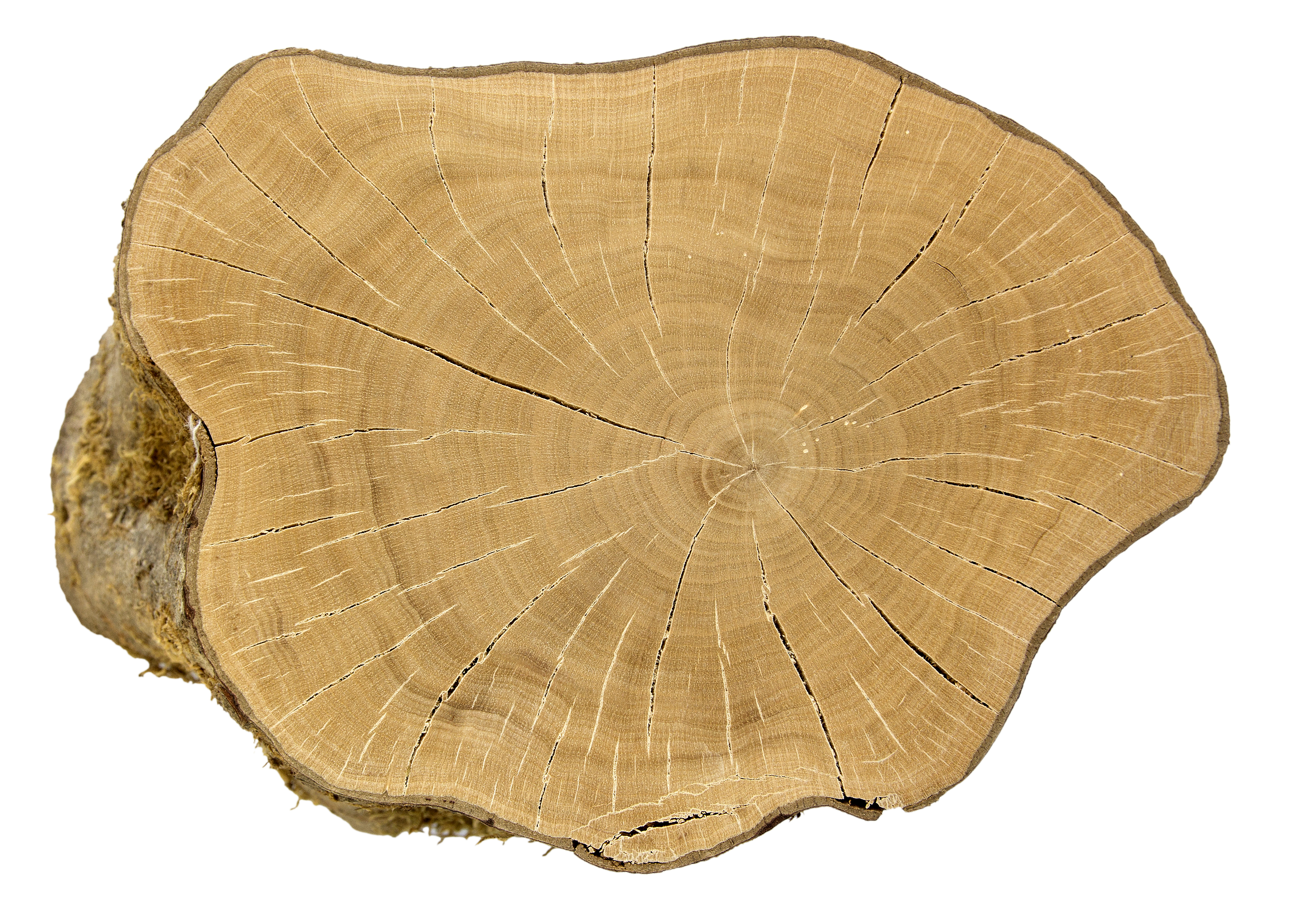
Sezione di tronco

### Metaboliti secondari
Le foglie del bagolaro sono ricche di metaboliti secondari, quali i glicosidi dei flavonoidi. Nelle foglie giovani del bagolaro dell'Italia settentrionale è stata trovata la più alta concentrazione di fenoli per grammo di peso secco. Il quantitativo decresce rapidamente fino a metà maggio, dopo di che tende a stabilizzarsi. Questa stessa tendenza (alta concentrazione di fenoli all'inizio dello sviluppo fogliare seguito da una rapida diminuzione) si riscontra anche nei derivati dell'acido caffeico e nei flavonoidi.

## Distribuzione e habitat
È presente in Europa meridionale, Africa settentrionale, Asia minore e Medio Oriente.
Cresce in boschi di latifoglie, anche in luoghi sassosi e aridi, con terreno calcareo. Si associa facilmente a olmo, carpino, nocciolo, frassino, orniello, querce e aceri.

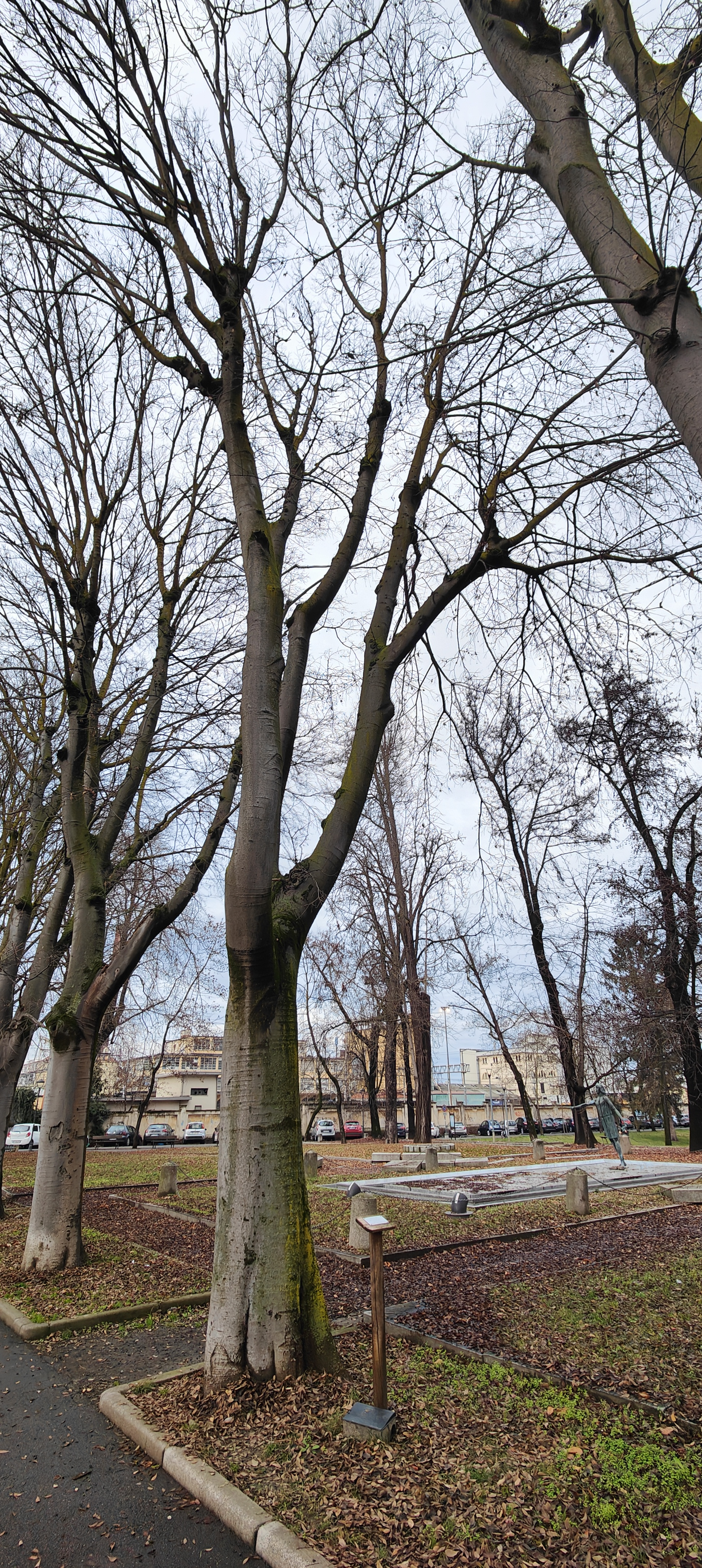
Bagolari in versione invernale a Vercelli, parco Kennedy, vicino al monumento alla mondina di Agenore Fabbri

## Specie simili
Si differenzia da Celtis occidentalis (L.), originario dell'America nord-orientale e coltivato nei viali,
- per la corteccia: in C. occidentalis è fessurata e più scura;
- per le foglie: in C. australis sono ruvide sulla pagina superiore e tomentose su quella inferiore, mentre le foglie del C. occidentalis sono lisce e lucide sopra e glabre sotto. Nel C. occidentalis sono meno arrotondate, più affusolate e prive di dentelli verso la punta.

## Usi
Viene utilizzato con successo nelle alberature stradali e nei parchi cittadini per la resistenza all'inquinamento urbano e per la fitta ombra, nonostante i rischi per la pavimentazione stradale, dovuti al fatto che l'apparato radicale può svilupparsi anche in superficie. Essendo il legno particolarmente durevole, è utilizzato in falegnameria per mobili, manici, attrezzi agricoli e lavori al tornio; è inoltre un ottimo combustibile. La corteccia è usata in tintoria per estrarne un pigmento giallo.
In Romagna con due rami intrecciati lunghi e flessibili di bagolaro si realizzava una frusta (in dialetto romagnolo parpignen) con cui i contadini incitavano gli animali da lavoro. Questa frusta viene ancora usata in spettacoli folcloristici da personaggi chiamati s-ciucarèn (schioccatori): si fanno schioccare le fruste in sintonia realizzando particolari ritmi.
In Calabria con il legno si realizzano tradizionalmente il bastone con cui il casaro rompe la cagliata, nonché collari per ovini, caprini e bovini.
A Belcastro in Calabria il bagolaro piantato durante il decennio francese come Albero della libertà, simbolo della Rivoluzione francese, ha un diametro di 390 cm ed un'altezza di 16,5 m ed è classificato nell’elenco degli alberi monumentali della Regione.

### In cucina
Si può ricavare una confettura dalle bacche: vanno messe in una pentola fonda e coperte con dell'acqua fredda (almeno tre dita al di sopra delle bacche); si aggiunge la metà del peso in zucchero ed il succo di un limone. Si porta a cottura con moderazione; quando l'acqua è dimezzata, si sminuzza con un frullatore ad immersione e si filtra.

### In cesteria
La durezza dei noccioli di questa pianta era sfruttata in Friuli per la produzioni di rosari, mentre la flessibilità dei rami era utile per la creazione di manici di frusta e, nell'ambito della cesteria, per la lavorazione delle gerle.